# Hopwas
Hopwas är en by i Staffordshire i England. Byn är belägen 31,2 km 
från Stafford. Orten har 664 invånare (2015). Byn nämndes i Domedagsboken (Domesday Book) år 1086, och kallades då Opewas.